# メクレンバーグ郡 (ノースカロライナ州)
メクレンバーグ郡（英: Mecklenburg County）は、アメリカ合衆国ノースカロライナ州の西部に位置する郡である。人口は111万5482人（2020年）。州内ではウェイク郡に次いで人口第2の郡である。郡庁所在地はシャーロット。

## 歴史
メクレンバーグ郡は1762年にアンソン郡の西部が分離して設立された。郡名はイギリス王ジョージ3世とシャーロット・オブ・メクレンバーグ＝ストレリッツの結婚を祝した命名である。郡設立のときに領域が不確定だったために、南部と西部は後にサウスカロライナ州の一部となる領域まで広がっていた。1768年、カトーバ川より西側の領域の大半がトライアン郡(現在は廃郡）に指定された。この西部の領域はノースカロライナとサウスカロライナの間で境界を確定されるまで、さらに10年の年月を要した。1792年、郡北部がカバラス郡となった。最後は1842年、郡南部とアンソン郡の西部を組み合わせ、ユニオン郡が設立された。
メクレンバーグ独立宣言は1775年5月20日に署名されたとされている。もしこの文書が真正のものであれば、メクレンバーグ郡は13植民地の中で最初にイギリスからの独立を宣言した所となる。
1945年から1972年、優生学と呼ばれる遺伝子操作の実験で、メクレンバーグ郡は403人を不妊化した。この数字は州内のどの郡よりも遙かに多かった。
1971年、郡内でスワン対シャーロット・メクレンバーグ教育委員会裁判が行われ公民権運動の中でも重要な判決が出された。

## 地理
アメリカ合衆国国勢調査局に拠れば、郡域全面積は546平方マイル (1,415 km2)であり、このうち陸地526平方マイル (1,363 km2)、水域は20平方マイル (52 km2)で水域率は3.65%である。

### 隣接する郡
- アイアデル郡 - 北
- カバラス郡 - 北東
- ユニオン郡 - 南東
- ランカスター郡 (サウスカロライナ州) - 南
- ヨーク郡 (サウスカロライナ州) - 南西
- ガストン郡 - 西
- カトーバ郡 - 北西
- リンカーン郡 - 北西

## 交通

### 空港
郡内の主要商業空港はシャーロット・ダグラス国際空港である。

### 鉄道
メクレンバーグ郡はワシントンD.C.とアトランタを結ぶノーフォーク・サザン鉄道の本線が通り、またトラックで大量の貨物が出入りすることから、1日25編成の貨物列車が運行され、鉄道貨物輸送の中心になっている。
アムトラックの旅客列車3系統も毎日運行されている。クレセント号はシャーロットと北はニューヨーク市、フィラデルフィア市、ボルティモア市、ワシントンD.C.、シャーロッツビル市、グリーンズボロ市、南はアトランタ市、バーミングハム市、ニューオーリンズ市とを結んでいる。カロリニアン号はシャーロットとニューヨーク市、フィラデルフィア市、ボルティモア市、ワシントンD.C、リッチモンド市、ローリー市、ダーラム市、グリーンズボロ市とを繋いでいる。ピードモント号はシャーロットとローリー市、ダーラム市、グリーンズボロ市とを繋いでいる。シャーロットのアムトラック駅はトライアン通り北1914にある。
新しくマルチモードの駅としてゲイトウェイ駅が計画されてきた。リンクスのパープルライン駅、グレイハウンド・バスの新しい停留所、またシャーロットのアップタウンを通るクレセント号の停車駅が予定されている。
シャーロットとワシントンD.Cを結ぶ南東高速鉄道回廊の当初区間では、南の終着駅も計画されている。現在は構想段階であり、最終的にはワシントンD.Cからジョージア州メイコンを繋ぐ予定である。

### ライトレールと大量輸送機関
郡内のライトレールはリンクス高速輸送サービスが運行している。シャーロット・アップタウンからパインビルまでの9.6マイル (15.4 km) が運行されており、全線開通は2034年の予定である。
シャーロット地域交通システムがシャーロット市とデイビッドソン、ハンターズビル、コーネリアス、マシューズ、パインビル、ミントヒル各地自体を含む郡全域でバス便を運行している。
昔ながらのシャーロット・トロリーはシャーロット地域交通システムとの共同運行を行っている。

### 貨物輸送
メクレンバーグ郡は工業地帯であり、東部シーボードの中心にあることや主要州間高速道路2本の交差点にあることから、トラック輸送のハブにもなっている。

### 主要高規格道路
- 州間高速道路77号線
- 州間高速道路85号線
- 州間高速道路277号線
- 州間高速道路485号線
- アメリカ国道21号線
- アメリカ国道29号線
- アメリカ国道74号線
- アメリカ国道521号線
- ノースカロライナ州道16号線
- ノースカロライナ州道24号線
- ノースカロライナ州道27号線
- ノースカロライナ州道49号線
- ノースカロライナ州道51号線
- ノースカロライナ州道73号線
- ノースカロライナ州道115号線
- ノースカロライナ州道218号線
- シャーロット4号線

## 経済

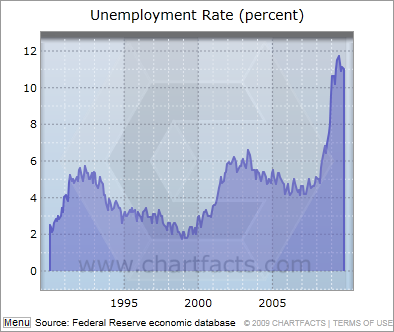
メクレンバーグ郡の失業率（1990年1月 - 2009年11月）

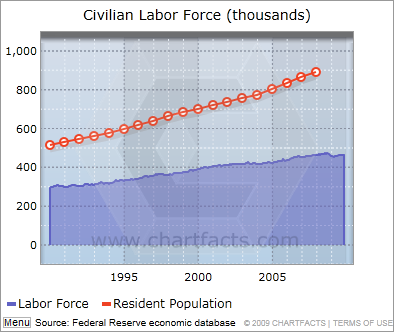
メクレンバーグ郡の労働力（1990年1月 - 2009年11月）

メクレンバーグ郡の主要産業は金融、製造と、特に金融と医療を支える専門職サービスである。フォーチュン500に入る企業は、9位のバンク・オブ・アメリカを含め7社ある。
メクレンバーグ郡に本社があるフォーチュン500企業
|    | 企業名                     | 分野       | 売上高         | 順位 |
| -- | -------------------------- | ---------- | -------------- | ---- |
| 1. | バンク・オブ・アメリカ     | 金融       | 1,192 億米ドル | 9    |
| 2. | ニューコア                 | 金属       | 166 億米ドル   | 151  |
| 3. | デューク・エナジー         | 公共事業   | 131 億米ドル   | 204  |
| 4. | ソニック・オートモーティブ | 自動車販売 | 88 億米ドル    | 298  |
| 5. | ファミリー・ドラー         | 小売り     | 68 億米ドル    | 358  |
| 6. | グッドリッチ               | 航空・防衛 | 65 億米ドル    | 375  |
| 7. | SPX                        | 電子部品   | 51 億米ドル    | 466  |

以前にフォーチュン500に入っていたワコビアがシャーロットに本社を置いていたが、ウェルズ・ファーゴに151億米ドルで買収された。ウェルズ・ファーゴはシャーロットでのワコビアの機能の大半を維持している。連邦準備制度委員会はその合併を2008年10月12日に承認した。
メクレンバーグ郡最大の雇用主は従業員数26,283人のカロライナズ医療システムであり、その次はウェルズ・ファーゴの2万人、バンク・オブ・アメリカの13,960人が続いている。

## 人口動態

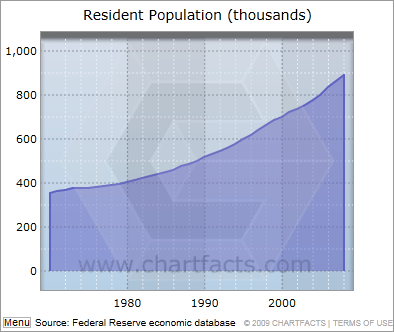
人口推移（1970年-2008年）、年率は2,5%

以下は2000年国勢調査による人口統計データである。
| 基礎データ - 人口: 695,454人 - 世帯数: 273,416 世帯 - 家族数: 174,986 家族 - 人口密度: 510人/km2（1,322人/mi2） - 住居数: 292,780軒 - 住居密度: 215軒/km2（556軒/mi2） 人種別人口構成 - 白人: 64.02% - アフリカン・アメリカン: 27.87% - ネイティブ・アメリカン: 0.35% - アジア人: 3.15% - 太平洋諸島系: 0.05% - その他の人種: 3.01% - 混血: 1.55% - ヒスパニック・ラテン系: 6.45% 年齢別人口構成 - 18歳未満: 25.1% - 18-24歳: 9.7% - 25-44歳: 36.4% - 45-64歳: 20.3% - 65歳以上: 8.6% - 年齢の中央値: 33歳 - 性比（女性100人あたり男性の人口） - 総人口: 96.5 - 18歳以上: 93.6 | 世帯と家族（対世帯数） - 18歳未満の子供がいる: 32.1% - 結婚・同居している夫婦: 47.7% - 未婚・離婚・死別女性が世帯主: 12.4% - 非家族世帯: 36.0% - 単身世帯: 27.6% - 65歳以上の老人1人暮らし: 5.9% - 平均構成人数 - 世帯: 2.49人 - 家族: 3.06人 収入と家計 - 収入の中央値 - 世帯: 50,579米ドル - 家族: 60,608米ドル - 性別 - 男性: 40,934米ドル - 女性: 30,100米ドル - 人口1人あたり収入: 27,352米ドル - 貧困線以下 - 対人口: 9.2% - 対家族数: 6.6% - 18歳未満: 11.5% - 65歳以上: 9.3% |

## 都市と町
メクレンバーグ郡には7つの法人化自治体がある。市はシャーロット1つ、町はコーネリアス、デイビッドソン、ハンターズビル（以上シャーロットの北）、マシューズ、ミントヒル、パインビル（以上シャーロットの南と南東）の6町である。ストーリングスの町の小部分が郡内に入っているが、大半はユニオン郡内である。郡内の未編入領域は、十分な集中度に達すれば自治体に併合されている。
- シャーロット - 郡庁所在地
- ハンターズビル
- コーネリアス
- マシューズ
- ミントヒル
- デイビッドソン
- パインビル

## 政治
メクレンバーグ郡は地域のセントラニナ自治体委員会のメンバーである。
郡には2つの政体がある。メクレンバーグ郡政委員会とシャーロット・メクレンバーグ教育委員会である。どちらも委員は9人であり、6人が小選挙区から選出され、3人が郡全体を選挙区に選ばれている。
救急サービスはメクレンバーグ救急医療サービス機関であるMEDICが行っている。
2012年アメリカ合衆国大統領選挙では、バラク・オバマに60.65%の支持を与え、対するロムニーとライアンは38.24%だった。

## 教育

### 公共教育学区
シャーロット・メクレンバーグ教育学区が全郡の公共教育を管轄している。

### 高等教育機関
- ノースカロライナ大学シャーロット校
- シャーロット法科学校
- デイビッドソン・カレッジ
- キングス・カレッジ
- クイーンズ大学シャーロット校
- セントラル・ピードモント・コミュニティカレッジ
- ジョンソン&ウェールズ大学
- ジョンソン・C・スミス大学
- シャーロット美術学校

## 施設

### 図書館
シャーロット・メクレンバーグ郡公共図書館が郡民へのサービスを行っている。どの支所で発行された利用者カードでも、20か所すべての支所で利用できる。蔵書は150万件以上あり、DVD、CD、ベストセラー、ダウンロード、書籍など人気のある資料もある。
ビリー・グラハム図書館に20世紀の福音伝道者ビリー・グラハムの経歴に関する資料が収められている。

### 博物館
- イマジンオン
- ディスカバリープレース
- ディスカバリープレース・キッズ、ハンターズビル
- シャーロット自然博物館
- カロライナズ航空博物館
- シャーロット歴博物館
- シャーロット自然史博物館
- ビリー・グラハム図書館
- NASCAR殿堂
- ベクトラー現代美術館
- マッコール美術センター
- ミント美術館
- ミント現代美術館、2010年秋開館
- ミント工芸品とデザイン博物館
- レバイン・ニューサウス博物館
- ハーベイ・B・グラント・アフリカ系アメリカ人芸術文化センター

### 音楽と芸能の会場
- アクターズ・シアター・オブ・シャーロット
- ボジャングルズ・コロシアム
- カロライナ・アクターズ・スタジオ・シアター
- イマジンオン
- ナイト・シアター
- ニーバーフッド・シアター・イン・ノダ
- ノースカロライナ・ブルーメンソール芸能センター
- オーブンズ公会堂
- スピリット・スクエア
- シアター・シャーロット
- タイム・ワーナー・ケーブル・アリーナ
- アップタウン円形劇場、NC音楽ファクトリー
- ヴェライズン・ワイアレス円形劇場シャーロット

### アミューズメントパーク
- カロウィンズ
- グレート・ウルフ・ロッジ

## スポーツ
- カロライナ・パンサーズ、NFL
- シャーロット・ボブキャッツ、NBA
- シャーロット・チェッカーズ、NHL
- シャーロット・ナイツ、マイナーリーグ野球
- シャーロット・モーター・スピードウェイ
- バンク・オブ・アメリカ・スタジアム
- ナイツ・スタジアム
- アメリカン・リージョン・メモリアル・スタジアム

## 見どころ
- カロライナ・プレース・モール
- カロライナ・ラプター・センター
- コンコード・ミルズ・モール、カバラス郡
- ノーマン湖
- ワイリー湖
- ラッタ・プランテーション自然保存地
- リトルシュガー・クリーク・グリーンウェイ
- メクレンバーグ郡水生センター
- ノースレイク・モール
- レイズ・スプラッシュ・プラネット
- サウスパーク・モール
- U.S.国立急流センター

## 著名な出身者
- D・H・ヒル（1821年-1889年）、南軍の将軍、学者
- リック・フレアー、プロレスラー
- ビリー・グラハム（1918年-）、福音伝道者、世界中の国で宗教復活を指導、アメリカ合衆国大統領にも精神的忠告者となった
- アンソニー・ハミルトン（1971年-）、R&Bとソウルの歌手
- ジェームズ・ポーク（1795年-1849年）、第11代アメリカ合衆国大統領、青年期に家族ごとテネシー州に移転
- イライザ・アン・グライア - アフリカ系アメリカ人女性として初めてジョージア州で開業した医師